# Dewar Shield
Pour les articles homonymes, voir Shield.
Le Dewar Shield est une compétition de rugby à XV qui se déroule en Australie en avril et mai et met aux prises les neuf meilleurs clubs de Melbourne (Victoria).

## Historique
La fédération de l'État de Victoria a été fondé en 1909 avec cinq équipes, East Melbourne, Melbourne, South Melbourne, St Kilda et de l'Université. Le Melbourne Rugby Club remporte la première édition de la compétition mettant entre ces cinq équipes et gagne le nouveau trophée le Dewar Shield (offert par la Scotch Whisky Distillery John Dewar & Sons).

## Équipes 2015
- Box Hill
- Endeavour Hills
- Footscray
- Melbourne Harlequins
- Melbourne RU
- Melbourne University
- Moorabbin
- Power House
- Southern Districts

## Palmarès
| Année | Vainqueur            |
| ----- | -------------------- |
| 2015  | Melbourne Harlequins |
| 2014  | Melbourne Harlequins |
| 2013  | Melbourne Harlequins |
| 2012  | Moorabbin            |
| 2011  | Melbourne RU         |
| 2010  | Melbourne RU         |
| 2009  | Melbourne RU         |

## Anciens clubs
- East Melbourne, St Kilda, South Melbourne
- Hawthorne, Kiwi, Royal Australian Navy, Royal Australian Air Force
- Boroondara/Kiwi-Hawthorna